# Cryptaranea stewartensis
Cryptaranea stewartensis là một loài nhện trong họ Araneidae.
Loài này thuộc chi Cryptaranea. Cryptaranea stewartensis được miêu tả năm 1988 bởi Court & Raymond Robert Forster.